# Сервій Сульпіцій Гальба (претор 54 року до н. е.)
Сервій Сульпіцій Гальба (лат. Servius Sulpicius Galba; близько 95 до н. е. — 43 до н. е.) — політичний та військовий діяч часів занепаду Римської республіки, претор 54 року до н. е.

## Життєпис
Походив з патриціанського роду Сульпіціїв, його гілки Гальбів. Син Сервія Сульпіція Гальби, консула 108 року до н. е. Здобув гарну освіту.
У 62—60 роках до н. е. служив гетаом при пропреторі Гає Помптіні, що керував провінцією Нарбонська Галлія. Тут відзначився у боях проти племені алоброгів.
У 58—56 роках до н. е. командував XII Блискавичним легіоном в ході Галльської війни Гая Юлія Цезаря. Взимку 57—56 років до н. е. провів блискучу кампанію, перемігши галльські племена нантуатів, верагрів, седунів (на території теперішньої Швейцарії) у битві при Октодурі.
У 54 році до н. е. став претором. Під час своєї каденції допоміг Гаю Помптіну отримати від сенату право на тріумф. У 50 році до н. е. увійшов до жрецької колегії авгурів. Того ж року домагався консульства на 49 рік до н. е., проте марно, оскільки вважався другом Цезаря.
Згодом брав участь у громадянській війні між Гаєм Юлієм Цезарем та Гнеєм Помпеєм на боці першого. У 45 році до н. е. знову намагався отримати консульство, втім безуспішно. У 44 році до н. е. брав участь у змові та вбивстві Гая Цезаря. Мотивом за Светонієм була особиста образа, оскільки Цезар звабив дружину Гальби.
У 43 році до н. е. був легатом у сенатському війську, яке перемогло Марка Антонія у битві при Мутіні. Відіграв ключову роль у перемозі над Антонієм у Галльського Форума. Після цього спрямовано з посланням до сенату.
Після утворення Другого тріумвірату (Октавіан, Антоній, Лепід) Сервія Гальбу було засуджено відповідно до закону Педія як вбивцю Цезаря, а незабаром страчено.

## Родина
- Гай Сульпіцій Гальба